# One Love (Dr. Alban-album)

Az One Love (The Album) a nigériai Dr. Alban 2. stúdióalbuma, mely 1992-ben jelent meg. Az albumot két alkalommal adták ki más-más dalokkal, remixekkel. Először 1992-ben, majd 1993-ban.

## Tracklista

### Első kiadás
1. „Introduction” (1:45)
2. „It’s My Life” (4:00)
3. „Sing Hallelujah!” (4:24)
4. „Groove Machine 4” (3:41)
5. „Reggae Gone Ragga” (4:01)
6. „Cash Money” (3:36)
7. „One Love” (5:27)
8. „Om we rembwe ike” (4:47)
9. „Groove Machine 5” (4:46)
10. „Mata oh a eh” (4:20)
11. „Roll Down Di Rubber Man” (5:39)
12. „It’s My Life (Club Edit)” (4:00)

### Második kiadás
1. „Introduction” (1:45)
2. „It’s My Life” (4:00)
3. „One Love” (4:00)
4. „Sing Hallelujah” (4:00)
5. „Mata oh a eh” (4:20)
6. „Reggae Gone Ragga” (4:01)
7. „Om we rembwe ike” (4:47)
8. „Hard To Choose” (3:53)
9. „Cash Money” (3:36)
10. „Roll Down Di Rubber Man” (5:39)
11. „It’s My Life (Remix)” (4:32)
12. „One Love (Remix)” (4:30)

## Slágerlista helyezések
| Slágerlista (1992)                           | Legjobb helyezések |
| -------------------------------------------- | ------------------ |
| Ausztria (Ö3 Austria Top 40)                 | 1                  |
| Hollandia (Dutch Charts Album Top 100)       | 20                 |
| Németország (Media Control Top 100 Album)    | 6                  |
| Norvégia (VG-lista Album Top 40)             | 15                 |
| Svédország (Sverigetopplistan Top 60 Albums) | 15                 |
| Svájc (Schweizer Hitparade Top 100 Albums)   | 3                  |

## Eladások és minősítések
| Régió | Minősítés | Eladott példányszám |
| --- | --------- | ------------------- |
| Ausztria (IFPI Austria)                                                                                            | platina   | 50 000*             |
| Németország (BVMI)                                                                                                 | arany     | 250 000^            |
| Finnország (Musiikkituottajat)                                                                                     | arany     | 31,794              |
| Svájc(IFPI Switzerland)                                                                                            | platina   | 50 000^             |
| * Eladási példányszámok kizárólag a minősítés alapján. ^ Kiszállítási példányszámok kizárólag a minősítés alapján. |           |                     |